# Caduciella guangdongensis
Caduciella guangdongensis är en bladmossart som beskrevs av Johannes Enroth 1993. Caduciella guangdongensis ingår i släktet Caduciella och familjen Leptodontaceae. Inga underarter finns listade i Catalogue of Life.